# 아남그룹
아남그룹은 대한민국의 반도체 기업이다. 대한민국의 반도체 시장을 개척하여 1970년대에 한국 최초의 반도체를 생산하는데 성공했다. 1973년 일본 마쓰시타 전기산업과 합작해 한국나쇼날전기주식회사라는 외국계 기업으로 창립하고(1990년 아남전자로 변경) 대한민국 최초의 컬러TV를 생산한 기업이기도 하다.
1939년 김향수에 의해 "일만무역공사"라는 이름으로 설립되었으며 광복 이후 상호를 "아남산업공사"로 바꾸었다.
반도체 조립 부문 세계 1위이자 대한민국 재계 21위에 올랐으나 외환 위기에 의해 구조조정을 단행했다.
1998년 아남산업은 아남반도체로 개칭했다. 비메모리 사업은 동부그룹으로 넘어갔다.
이 기업의 뒤를 엠코 테크놀로지와 아남전자가 잇고 있다.